# Naturschutzgebiet Pfengstbach
Das Naturschutzgebiet Pfengstbach liegt im Gemeindegebiet Odenthal im Rheinisch-Bergischen Kreis. Es erstreckt sich westlich von Neschen bis zur Mündung in die Dhünn in Altenberg.

## Beschreibung
Das Sohlental des Pfengstbaches besteht zum größten Teil aus Grünland mit steilen, bewaldeten Unterhängen. Der mäandrierende Bach verläuft in einem bis 2 m breiten sandig/kiesigen Bett. Streckenweise wird er von Ufergehölz-Säumen (Hainbuchen, Erlen und Bruch-Weiden) begleitet. An naturnahen Bachstrecken entlang der Talränder schließen am Unterhang zum Teil alte, kraut- und strauchreiche Eichen- und Hainbuchenwaldbestände sowie schmale Bacherlenwaldsäume mit naturnaher Strauch- und Krautschicht an. Im oberen Talabschnitt reichen streckenweise Fichtenstangenforste bis an die Ufer bzw. in die Aue. Besonders schützenswert ist der Bachlauf aufgrund des Vorkommens des Bachneunauges und der in den Quellbereichen nachgewiesenen Reproduktion der Gestreiften Quelljungfer. Das Pfengstbachtal hat mit seiner für den Naturraum typischen Ausprägung eine herausragende Bedeutung für den regionalen Biotopverbund. Mit seiner direkten Anbindung an das FFH-Gebiet „Dhünn und Eifgenbach“ ist aber auch eine besondere Bedeutung für den europaweiten Biotopverbund (wandernde Fische und Rundmäuler) gegeben.

## Schutzziele
Die Schutzausweisung ist erfolgt
- Zur Erhaltung und Wiederherstellung eines naturnahen Wiesentales,
- Zur Sicherung und Entwicklung der kleinräumig wechselnden Biotopkomplexe, bestehend aus Feucht- und Nasswiesen, Quellfluren und Seitensiefen, strukturreichen Waldsäumen und Gebüschen,
- Zur Erhaltung des Lebensraumes für gefährdete Tier- und Pflanzenarten.[1]

## Wanderwege
An der Abzweigung der Neschener Straße von der L 101 bei Altenberg liegt am unteren Ende des Naturschutzgebietes ein Wanderparkplatz. Der Bergische Weg durchläuft das gesamte Naturschutzgebiet auf seinem Weg vom Kloster Altenberg nach Scheuren (Odenthal), zunächst orographisch rechts, ab der Mitte des NSG orographisch links des Pfengstbaches. Der Weg ist auch zugleich Wald- und Kulturlehrpfad. Zahlreiche Infotafeln vermitteln Kenntnisse über die hier lebenden Wildtiere, über die Baumarten und das Klosterleben der Mönche.
Der Wanderweg des SGV (X) wechselt hinter dem Wanderparkplatz auf die orographisch linke Seite des Pfengstbaches, wo er dann später auf den Bergischen Weg trifft.

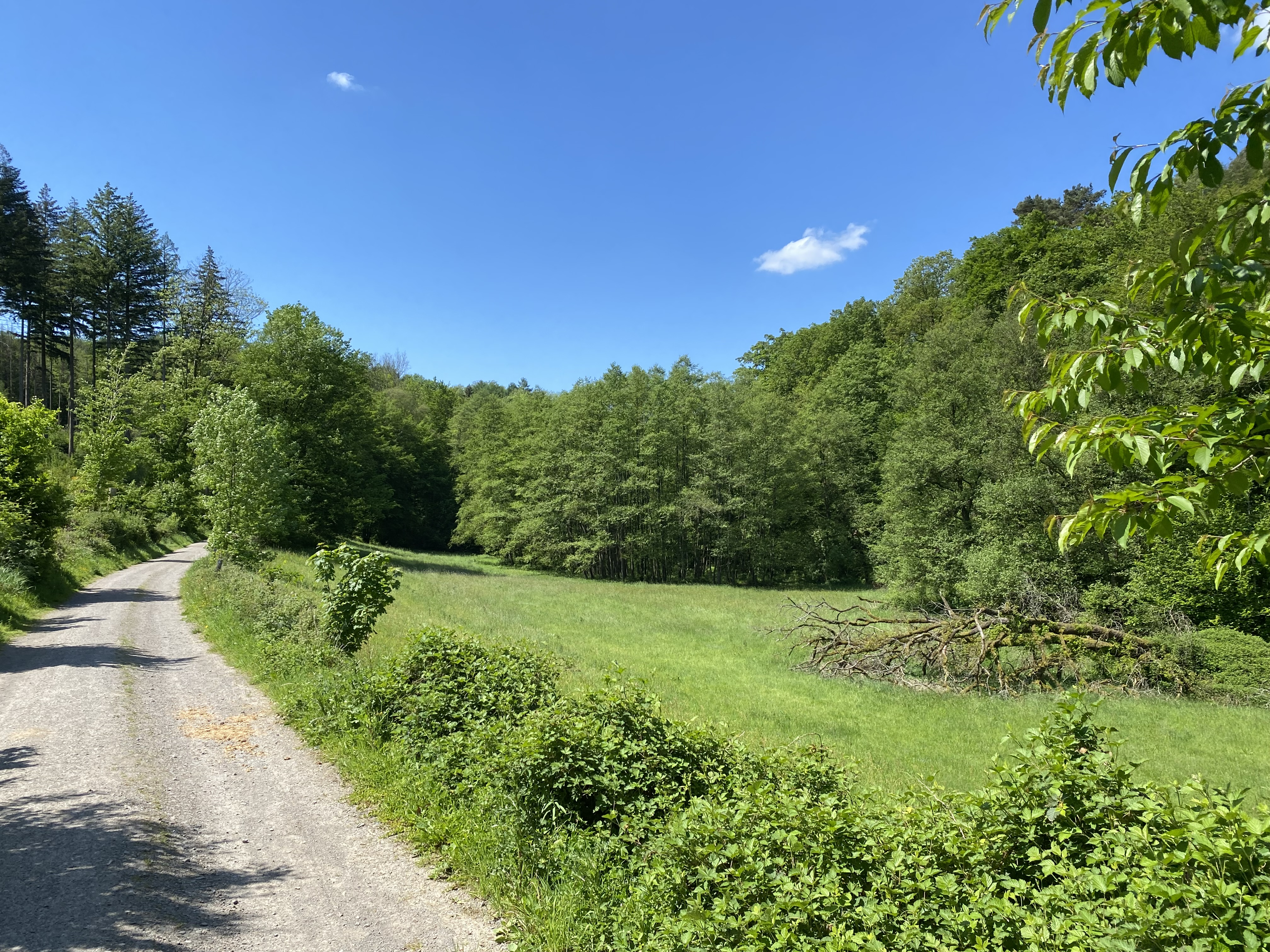
Unteres Pfengstbachtal
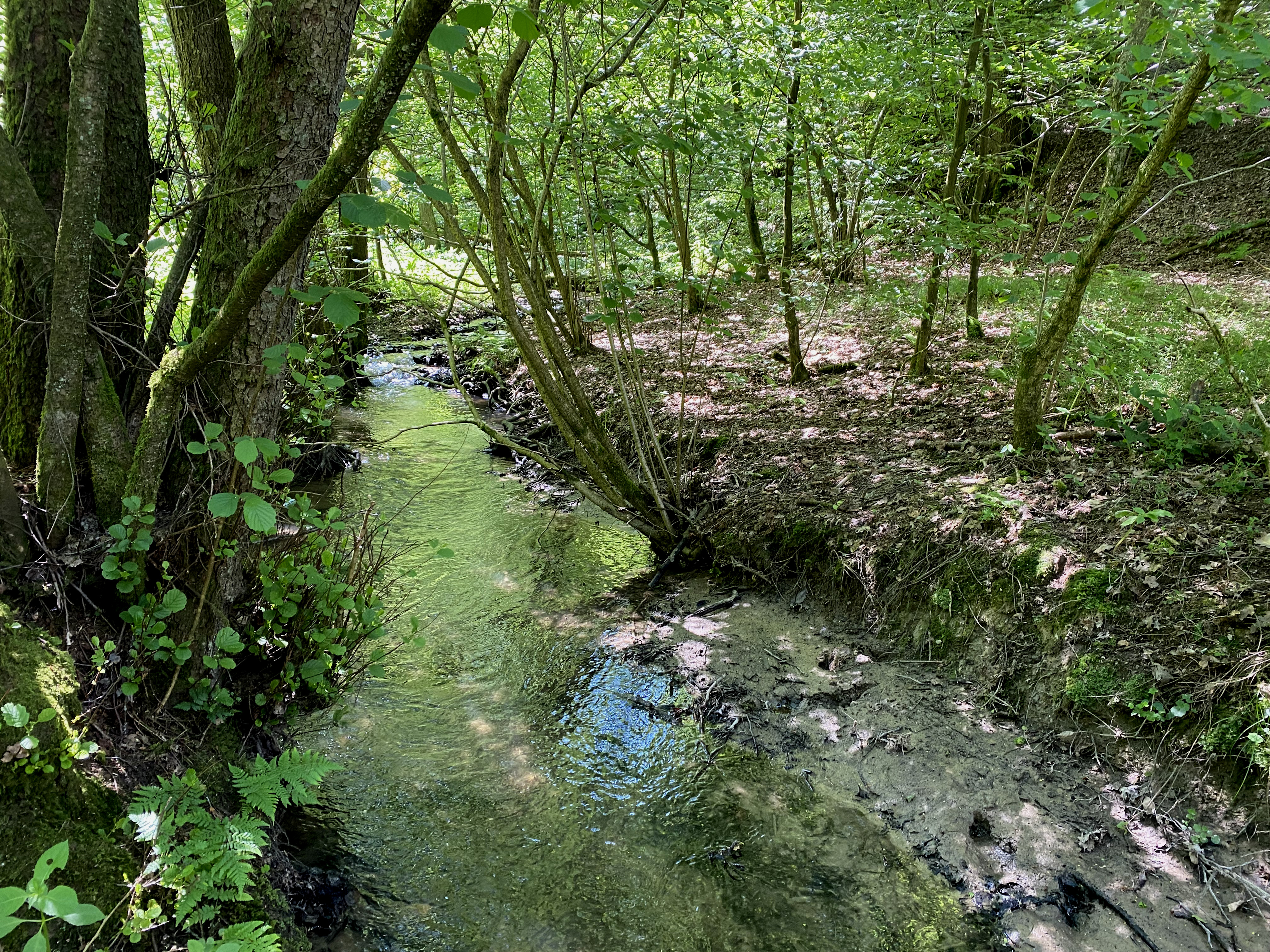
Pfengstbach
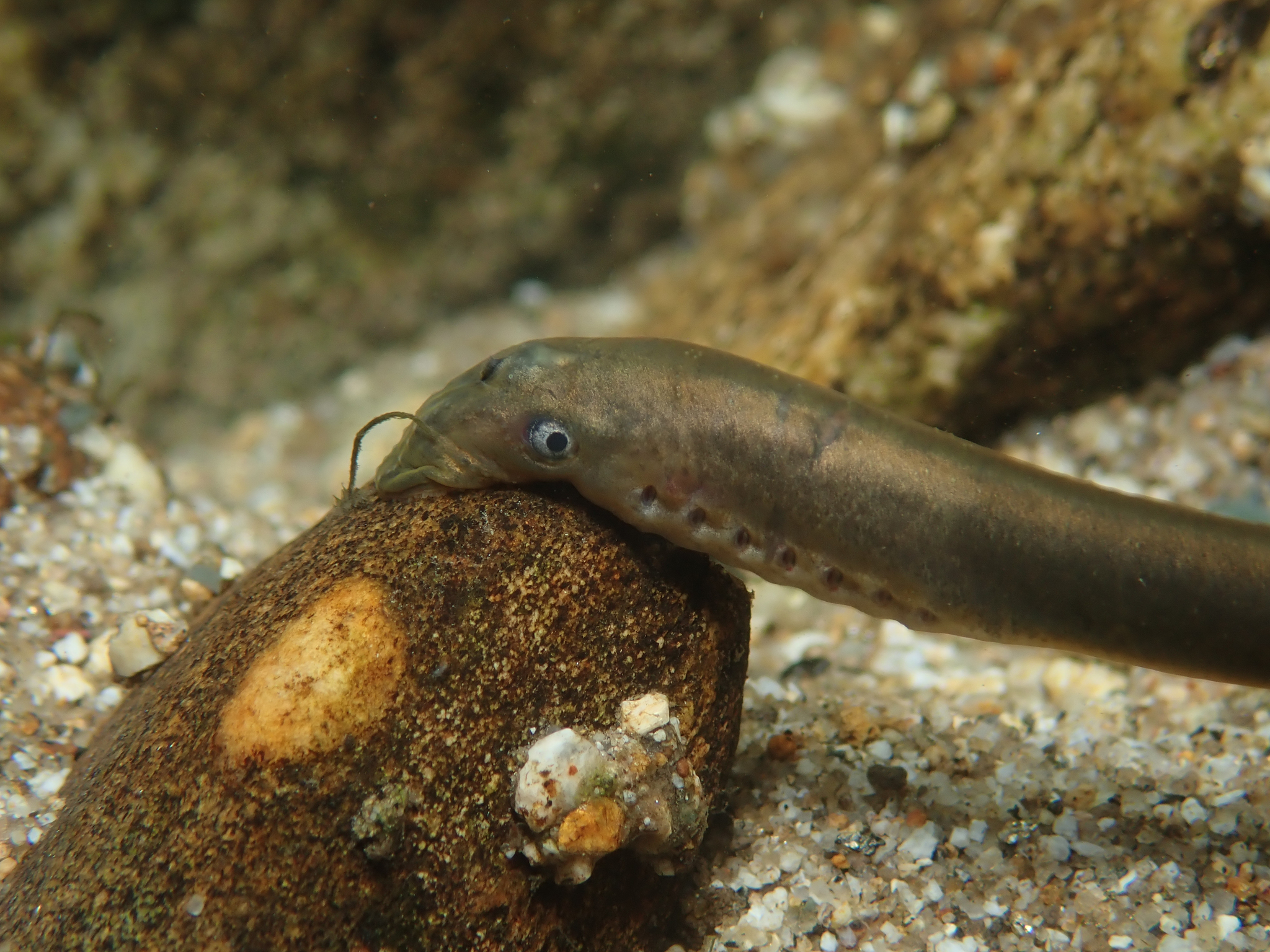
Bachneunauge (Lampetra planeri)
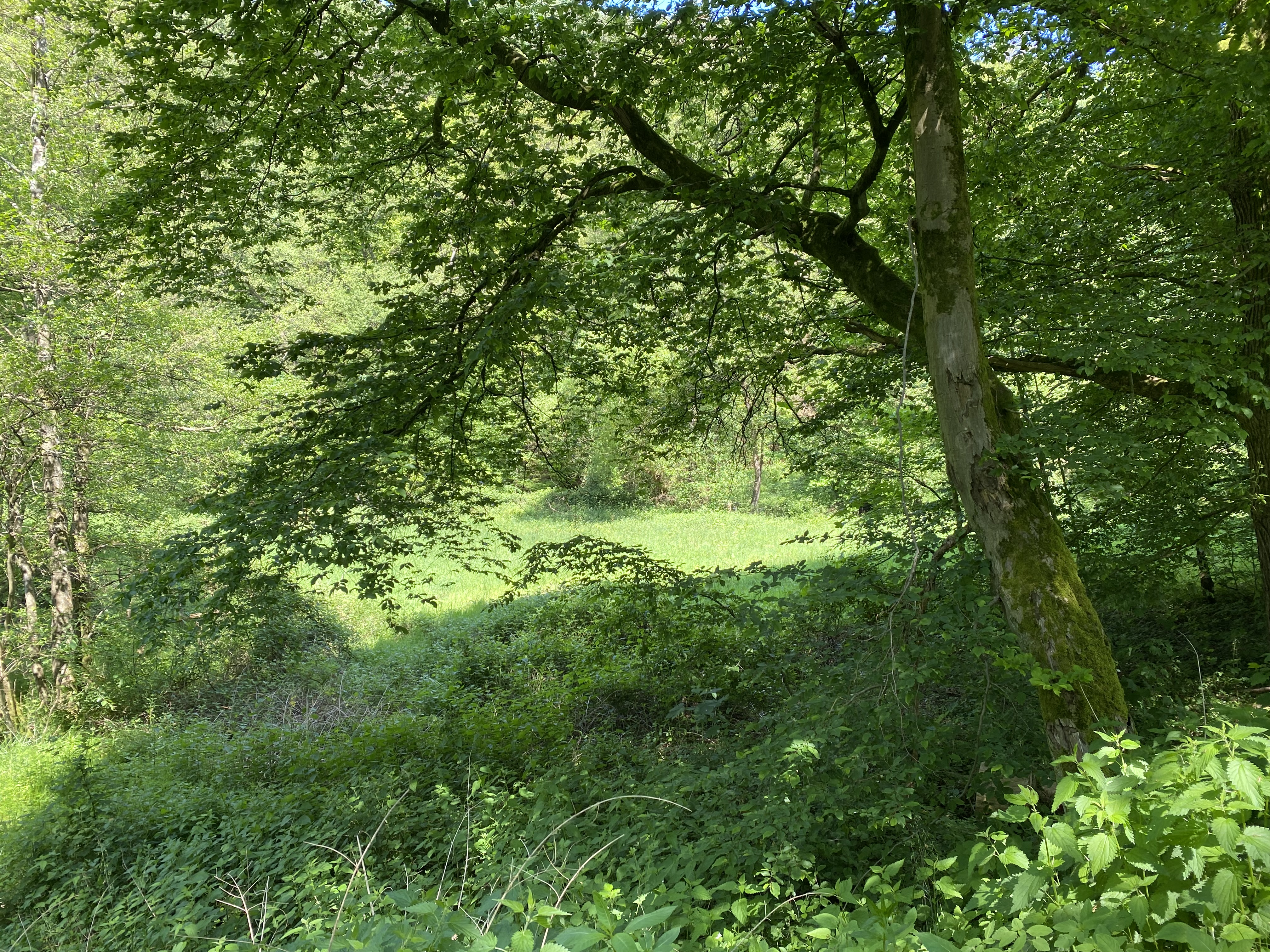
Auwiesen im unteren Pfengstbachtal
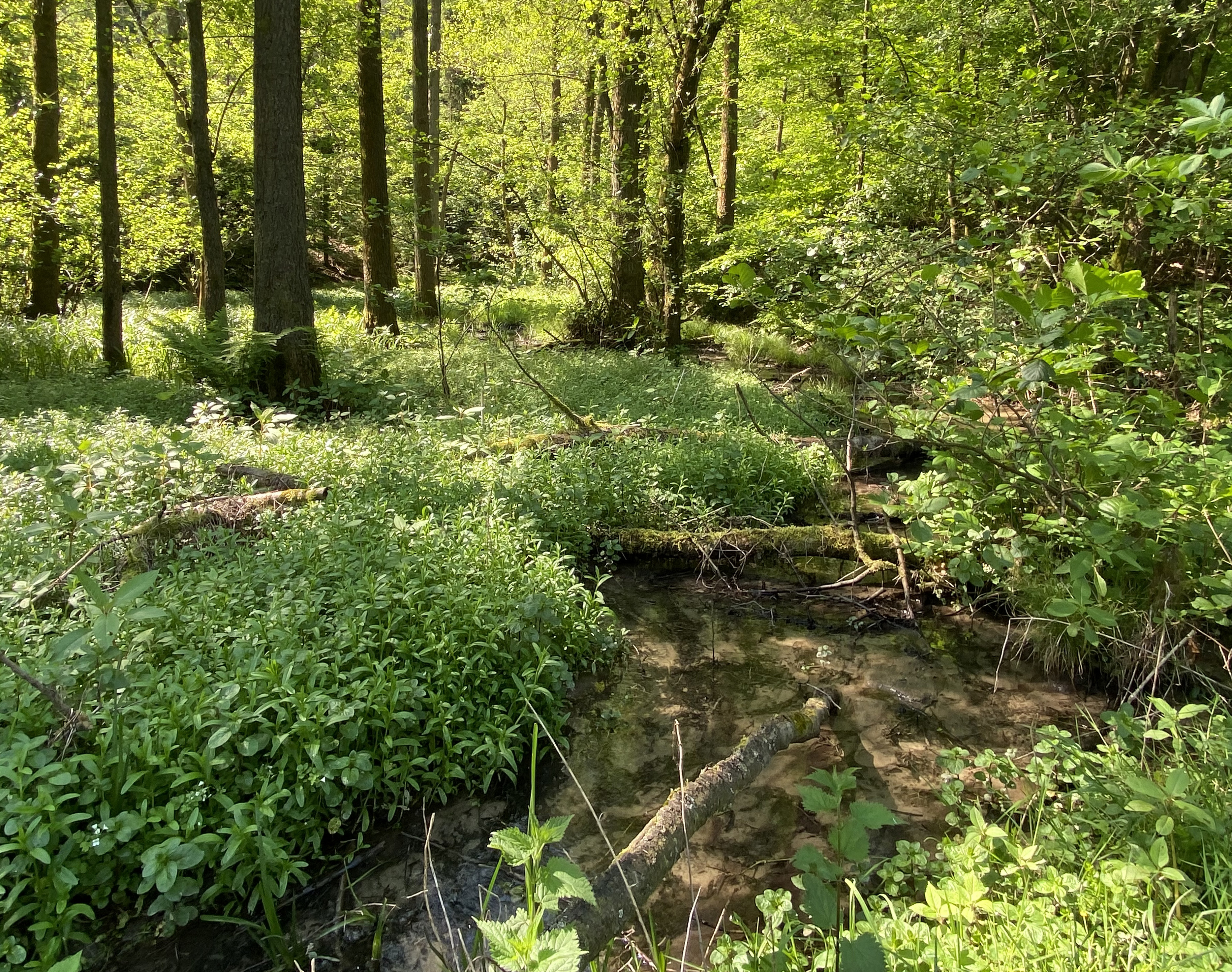
Ehemaliger Mühlenteich am Backesberger Bach
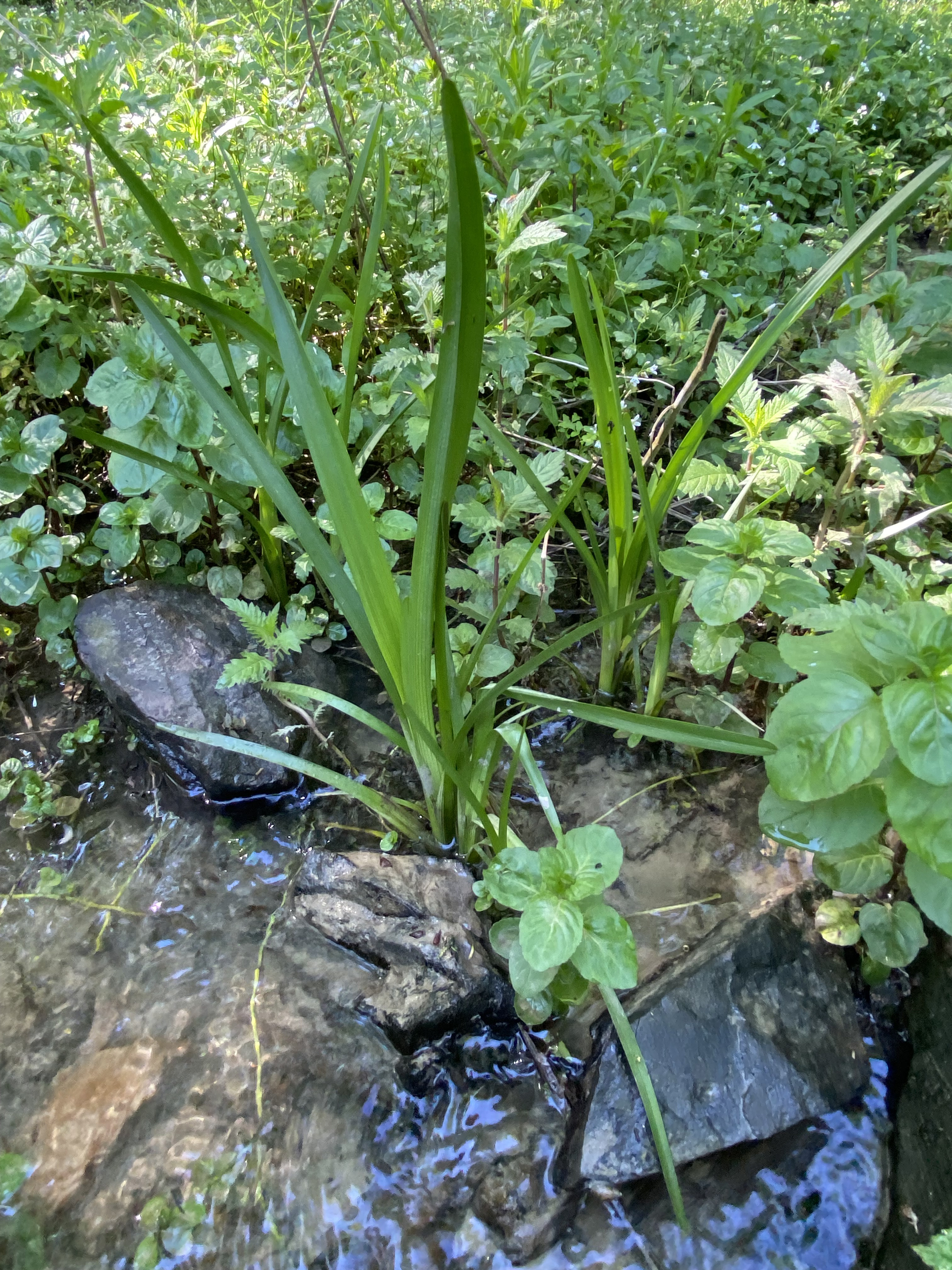
Igelkolben, Wasserminze und Ufer-Wolfstrapp im ehem. Mühlenteich
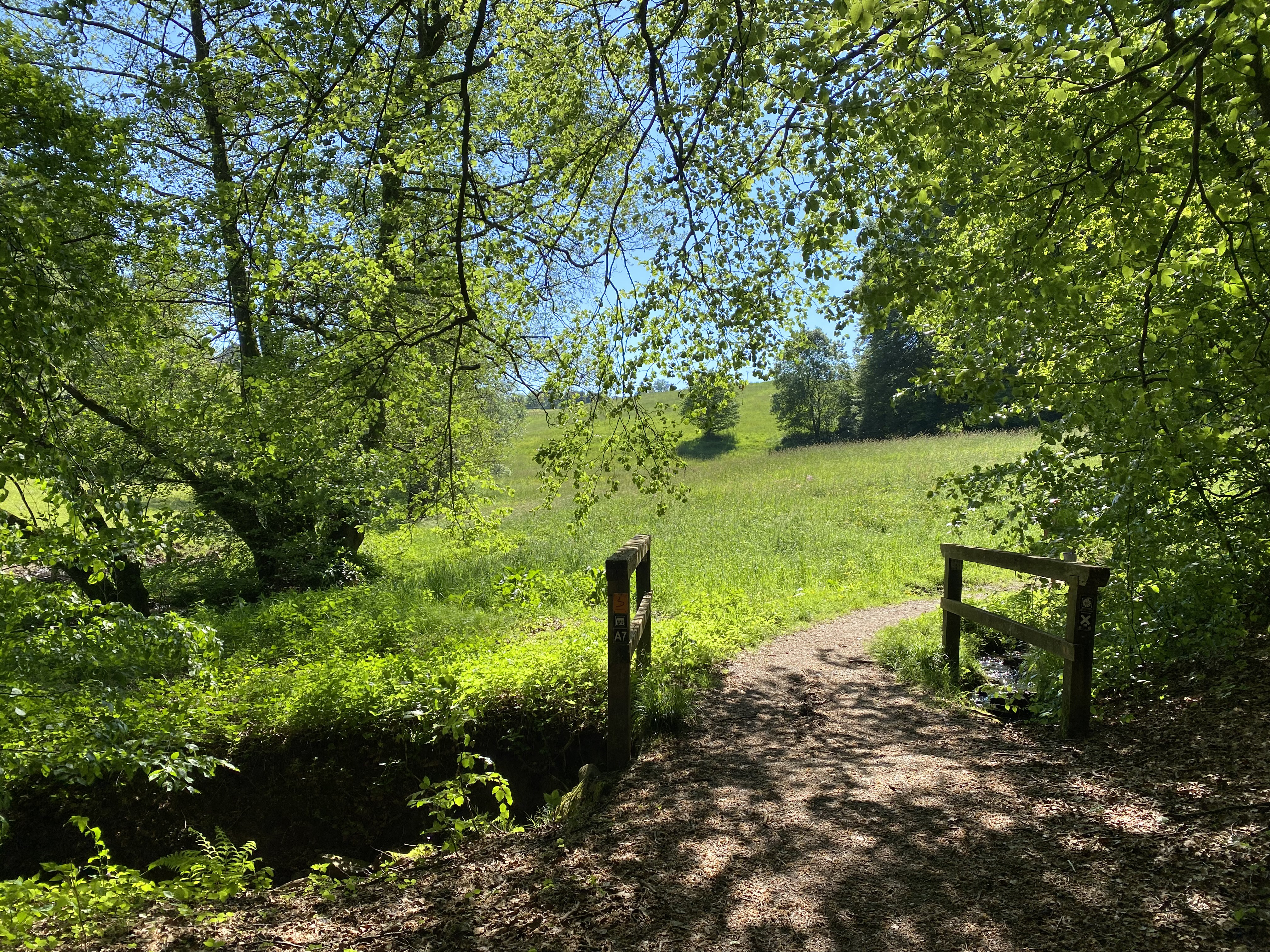
Brücke über den Oberlauf des Pfengstbaches bei Unterbreidbach
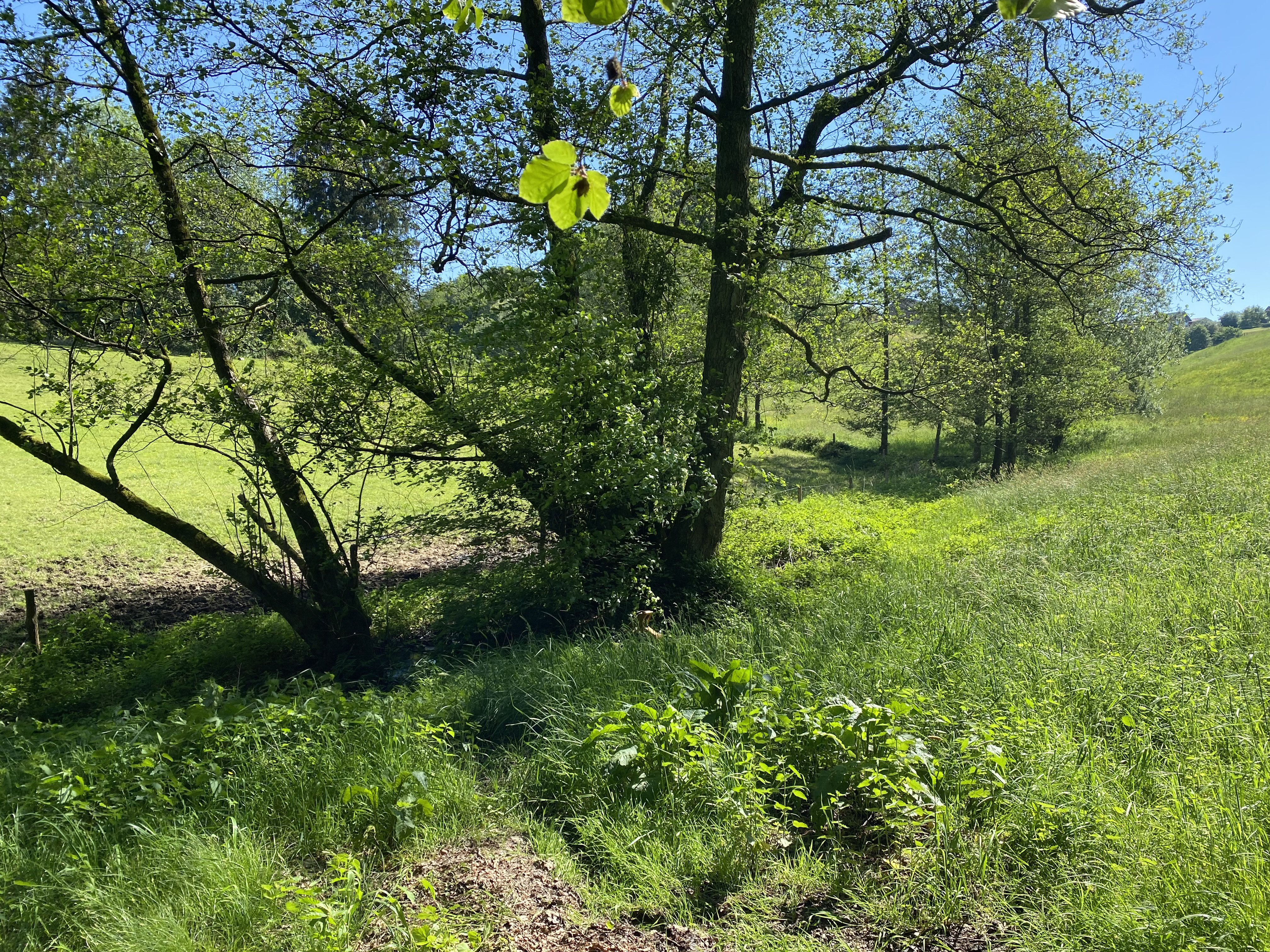
Unterbreidbach (links) und Oberbreidbach (rechts) vor der Mündung in den Pfengstbach
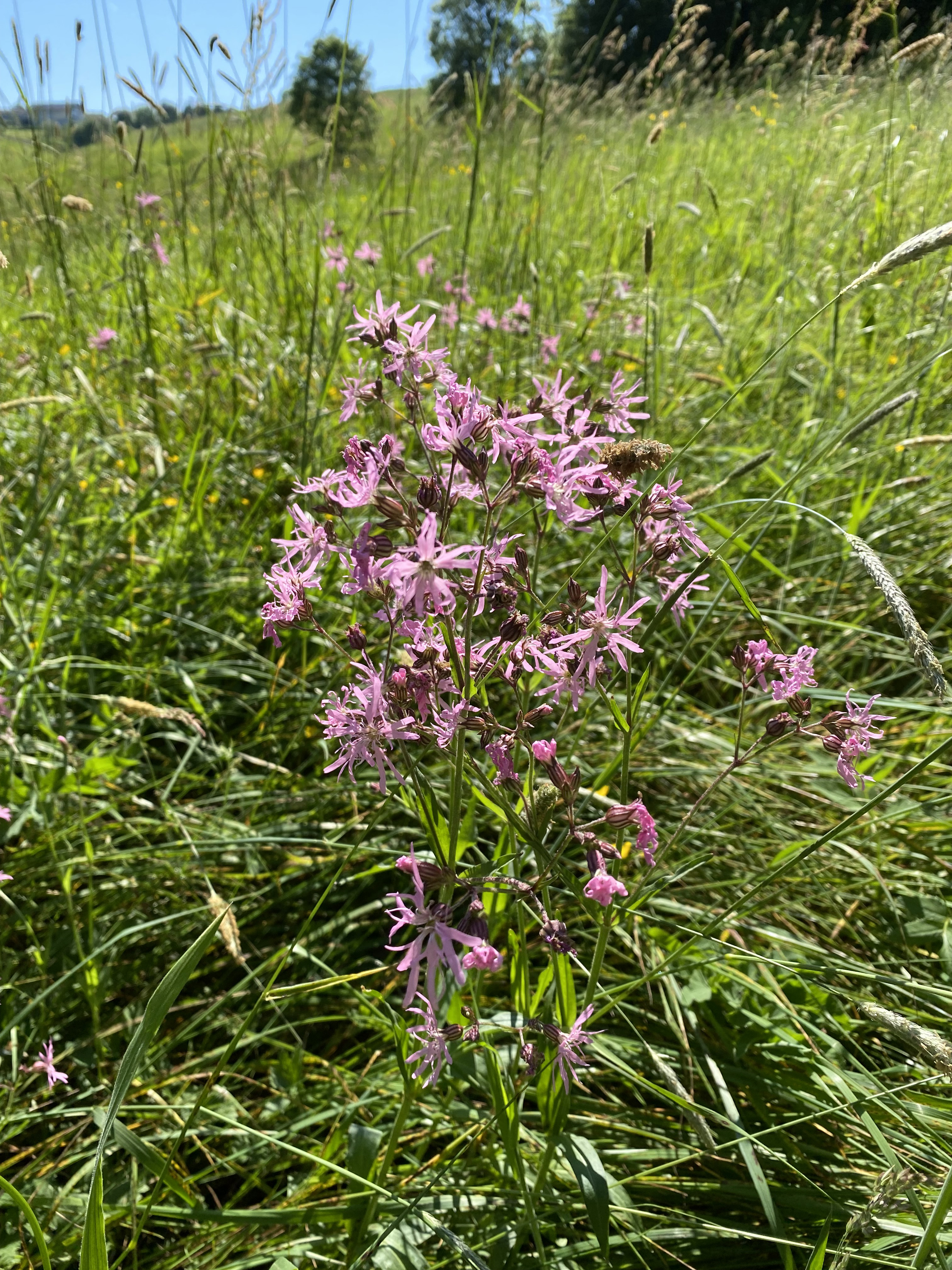
Kuckuckslichtnelke am Unterbreidbach im NSG